# Vernou-la-Celle-sur-Seine
Vernou-la-Celle-sur-Seine település Franciaországban, Seine-et-Marne megyében. Lakosainak száma 2621 fő (2022. január 1.). Vernou-la-Celle-sur-Seine Machault, Champagne-sur-Seine, La Grande-Paroisse, Saint-Mammès, Valence-en-Brie és Moret-Loing-et-Orvanne községekkel határos.

## Népesség
A település népessége az elmúlt években az alábbi módon változott:
| Lakosok száma | 2713 | 2697 | 2728 | 2673 | 2662 | 2643 | 2630 | 2606 | 2621 |
|               | 2013 | 2015 | 2016 | 2017 | 2018 | 2019 | 2020 | 2021 | 2022 |